# セパルライディングスクール橋本
株式会社セパルライディングスクール橋本（セパルライディングスクールはしもと）は、神奈川県相模原市緑区で教習を行っていた県内で唯一の自動二輪車専門の指定自動車教習所。相模原市を中心に事業を展開するハラグループに属し、橋本自動車学校とは姉妹校だったが2025年3月31日をもって閉校した。

## 特徴
神奈川県内唯一の公認自動二輪専門教習所である。

## 免許
- 小型自動二輪
- 普通自動二輪
- 大型自動二輪

## 教習車
小型自動二輪
- SR125
- ホンダ・CB125T
- ホンダ・スペイシー125

普通自動二輪
- ホンダ・CB400スーパーフォア
- ヤマハ・マジェスティ400
- スズキ・スカイウェイブ400

大型自動二輪
- ホンダ・NC750L
- ホンダ・CB750
- スズキ・スカイウェイブ650

## アクセス
無料送迎バス
- JR東日本（横浜線・相模線）・京王相模原線「橋本駅」から約5分

## ハラグループ企業一覧
- 株式会社原良平商店
- 株式会社橋本自動車学校
- 公認 相模原みどり幼稚園
- 株式会社原良平商店倉庫
- 株式会社相模原ドルフィンクラブ
- 株式会社相模原みどりスポーツクラブ
- 相模原インドアテニスクラブ
- 株式会社ハラショー
- 株式会社セパルライディングスクール橋本
- 株式会社丸大商興ハラグループ本部
- 天然温泉 ロテン・ガーデン
- ビジネスホテル ラクシオ・イン[1]